# Rafa Méndez
Rafael Tomás Méndez Ramos, más conocido como Rafa Méndez (Puerto de la Cruz, Tenerife, España, 6 de diciembre de 1975) es un coreógrafo y bailarín español. Conocido por su participación en el programa Fama, ¡a bailar!, de Cuatro.

## Biografía y carrera
Con 13 años supo que quería dedicarse al mundo de la danza y empezó a formarse como bailarín en Tenerife. Con los años Rafa se ha ido desarrollando en distintos países y ciudades, entre los que se destacan España, Italia, Londres y Los Ángeles, en los cuales ha perfeccionado y evolucionado su estilo moderno y dinámico en el baile.
A lo largo de su trayectoria profesional ha colaborado con Luca Tommassini (coreógrafo de Kylie Minogue y Robbie Williams), Kim Gaven (coreógrafo de Take That y de los Juegos Olímpicos de Londres 2014) y Paul Roberts; y ha trabajado como primer bailarín en la Rai 1, llegando a compartir escenario con Raffaela Carrá, Fiorello, Giorgio Panariello, Lorena Curarini, Matilde Brandi y la renombrada Heather Parisi.
Como bailarín ha protagonizado videoclips y ha trabajado en giras musicales con artistas de la talla de Emma Bunton, Geri Halliwell, Atomic Kitten, Sophie Ellis Bextor, Holly Valance, Eric Prydz, Patricia Manterola, Thalía, Tiziano Ferro, Julio Iglesias, Tom Jones o Melody.
Además, ha sido coreógrafo de la cadena musical MTV Internacional y de diferentes artistas italianos. Entre 2008 y 2010 es el responsable de coreografía de la cantante Rebeka Brown, realizando algunos de sus vídeos musicales. En 2010 trabajó para Paris Hilton en un videoclip para el evento Supermartxe World Tour y en noviembre de 2011 realizó la coreografía del tour europeo de la boyband de K-pop, JYJ.
El coreógrafo dirigió su propio espectáculo teatral "Los 7 de Rafa Méndez" durante cuatro años (2010-2014) haciendo gira por la geografía canaria además de llegar a estrenar en el teatro Nuevo Apolo, de Madrid. El show se componía de siete bailarines que contaban a través de la danza su historia de vida.
En febrero de 2020, vuelve al teatro con su show, "Canarias no solo plátanos". Dónde cinco bailarines, dos cantantes y un actor se suben al escenario, y el propio Méndez interpreta un monólogo escrito por Antonia San Juan y la música la pone del sobrino del coreógrafo, Jaisel, aunque también hay temas de Rosana. El espectáculo se llevó a cabo el 9 y 10 de marzo de 2020 en Madrid.
En 2016 dirige y coreografía una perfomance para Pablo Alborán en los Premios 40 Principales.
Desde 2015 dirige el área de baile moderno de la Escuela Municipal de Música y Danza Isaac Albéniz de Parla (Madrid).

### Televisión
En su etapa en España es conocido por sus participaciones en Cuatro, principalmente siendo profesor del programa de baile Fama, ¡a bailar! donde era profesor de funky y miembro del jurado en las tres primeras ediciones, en la cuarta y la quinta solo se encargó de realizar performances con su espectáculo "Los 7 de Rafa Méndez", siendo una manera también de reclutar nuevos bailarines para su espectáculo.
En septiembre de 2008 se convierte en la imagen del MP3 (Serie 32) de la marca Energy System.
El 31 de diciembre de 2008, fue el encargado de presentar junto a Paula Vázquez las Campanadas de fin de año en Cuatro en un especial de Fama, ¡a bailar!.
En el 2010 presenta el late night, After Hours en la misma cadena, y ¡Mójate! junto a Marbelys Zamora durante el verano de 2011.
En septiembre de 2014, Méndez se convierte en el director artístico de la versión española del programa de entretenimiento infantil Pequeños gigantes, dónde supervisa las puestas en escenas de los niños concursantes.  El programa se emitió en Telecinco y estuvo sólo una temporada. En 2015, volvió a ejercer de director artístico y coreográfo en el programa musical Levántate hasta su cancelación en 2016.
En febrero de 2016 hizo una breve aparición en el docureality de Los Gipsy Kings junto a la modelo Noelia López y Boris Izaguirre para preparar y formar a la protagonista para un concurso de belleza.
Entre enero de 2017 y marzo de 2017, estuvo como juez del programa de variedades Tú sí que sí de La Sexta junto a Silvia Abril y Soraya Arnelas.
Desde 2020, Rafa también ejerce de juez en el programa musical infantil Fenómeno fan (emitido originalmente en Canal Sur) junto a la cantante María Parrado y el presentador Jaime Cantizano, al cuál sigue todavía ligado.
En abril de 2021 fue uno de los capitanes del programa de baile, The Dancer de TVE junto con Lola Índigo y Miguel Ángel Muñoz.
En enero de 2024 se confirma a Rafa como otro de los jueces de Baila como puedas, el nuevo formato original de RTVE en colaboración con Zeppelin TV, productora para la que ya había trabajado en otras ocasiones. En el cual estará acompañado en la mesa del jurado por Beatriz Luengo, Norma Duval y Yolanda Ramos.

## Filmografía
Televisión
- Carramba che sorpresa, (2001) en Rai1. Bailarín
- Fiorello cuesta sera pago io, (2001) en Rai1. Bailarín
- Sabato sera con Gianni Morandi i Lorena Cucarini, (2001-2002) en Rai 1. Bailarín
- Giorgio Panariello il celo e sempre piu blu, (2004) en Rai 1. Bailarín
- Fama, ¡a bailar!, (2008-2011) en Cuatro. Profesor.
- Campanadas de fin de año, (2008-2009) en Cuatro. Copresentador.
- After Hours, (2011) en Cuatro. Presentador.
- ¡Mójate!, (2011) en Cuatro. Presentador.
- Pequeños gigantes, (2014-2015) en Telecinco. Coach y director artístico
- Levantate, (2015-2016) en Telecinco. Director artístico.
- Tú sí que sí, (2017-2018) en laSexta. Jurado.
- Los Gipsy Kings, (2017) en Cuatro. Invitado estelar.
- Fenómeno Fan, (2020-presente) en Canal sur. Jurado.
- The Dancer, (2021) en TVE. Capitán y jurado.
- Baila como puedas, (2024) en TVE. Jurado.

Teatro
- "Los 7 de Rafa Méndez" (2010-2014). Director y coreógrafo.
- "Canarias no solo plátanos" (2020-2021). Director, coreógrafo e intérprete (monólogo).

Radio y podcast
- Yu; no te pierdas nada, (2015; 2017; 2020). Invitado.
- El Faro en Cadena ser, (2020). Invitado
- Team Colobondo, (2023) en Youtube. Invitado
- Los Reyes del Palique, (2024) en Youtube. Invitado.